# Coupe d'Europe des nations de rugby à XIII 1946-1947
Navigation
Édition précédente Édition suivante
La Coupe d'Europe des nations de rugby à XIII 1947 est la septième édition de la Coupe d'Europe des nations de rugby à XIII, elle se déroule du 12 octobre 1946 au 17 mai 1947, et oppose l'Angleterre, la France et le Pays de Galles. Ces trois nations composent le premier niveau européen.
L'Angleterre remporte son troisième titre européen.

## Villes et stades
| Swinton (Angleterre)       | Swansea (Pays de Galles)                        | Bordeaux (France)          | Leeds (Angleterre)                     | Marseille (France)            |
| -------------------------- | ----------------------------------------------- | -------------------------- | -------------------------------------- | ----------------------------- |
| Station Road 60 000 places | St Helens Rugby and Cricket Ground 4 500 places | Parc Lescure 25 000 places | Headingley Rugby Stadium 40 000 places | Stade Vélodrome 35 000 places |
| Station Road, Swinton      | St Helens Rugby Ground, Swansea                 | Parc Lescure, Bordeaux     | Headingley, Leeds                      | Stade Vélodrome, Marseille    |

## Les équipes

### France
L'entraîneur de l'équipe de France est Jean Duhau.
| Nom                | Âge | Matchs (Ptsmarqués) pendant l'édition | Club               |
| ------------------ | --- | ------------------------------------- | ------------------ |
| Gabriel Berthomieu | 22  | ? (?)                                 | Albi               |
| Élie Brousse       | 25  | ? (?)                                 | Roanne             |
| Robert Caillou     | 28  | ? (?)                                 | Bordeaux-Bayonne   |
| Gaston Calixte     | 23  | ? (?)                                 | Villeneuve-sur-Lot |
| Robert Casse       | 19  | ? (?)                                 | XIII Catalan       |
| Gaston Combes      | 26  | ? (?)                                 | Albi               |
| Gaston Comes       | 23  | ? (?)                                 | Roanne             |
| Raymond Detchart   | 27  | ? (?)                                 | Bordeaux-Bayonne   |
| René Duffort       | 23  | ? (?)                                 | Roanne             |
| Henri Gibert       | 32  | ? (?)                                 | Roanne             |
| Robert Joanblanq   | 29  | ? (?)                                 | Paris              |
| Odé Lepes          | 22  | ? (?)                                 | Bordeaux-Bayonne   |
| Martin Martin      | 23  | ? (?)                                 | Carcassonne        |
| Denis Martiquet    | 30  | ? (?)                                 | Bordeaux-Bayonne   |
| Jep Maso           | 25  | ? (?)                                 | Carcassonne        |
| Raoul Perez        | 23  | ? (?)                                 | Toulouse           |
| Jean Poch          | 29  | ? (?)                                 | Carcassonne        |
| Puig-Aubert        | 21  | ? (?)                                 | Carcassonne        |
| Henri Sorondo      | 28  | ? (?)                                 | Marseille          |
| Pierre Taillantou  | 26  | ? (?)                                 | Roanne             |
| Frédéric Trescazes | 25  | ? (?)                                 | Carcassonne        |
| Marcel Volot       | 29  | ? (?)                                 | Paris              |
| Ambroise Ulma      | 25  | 3 (0)                                 | XIII Catalan       |

## Classement
| Classement |                |   |   |   |   |    |    |     |
|            | Équipe         | J | V | N | D | PP | PC | Pts |
| 1          | Angleterre     | 4 | 3 | 0 | 1 | 37 | 20 | 6   |
| 2          | Pays de Galles | 4 | 2 | 0 | 2 | 40 | 58 | 4   |
| 3          | France         | 4 | 1 | 0 | 3 | 31 | 30 | 2   |

| 12 octobre 1946  | Angleterre     | 10 - 13 | Pays de Galles | Station Road, Swinton           |
| 16 novembre 1946 | Pays de Galles | 5 - 19  | Angleterre     | St Helens Rugby Ground, Swansea |
| 8 décembre 1946  | France         | 0 - 3   | Angleterre     | Parc Lescure, Bordeaux          |
| 18 janvier 1947  | France         | 14 - 5  | Pays de Galles | Stade Vélodrome, Marseille      |
| 12 avril 1947    | Pays de Galles | 17 - 15 | France         | St Helens Rugby Ground, Swansea |
| 17 mai 1947      | Angleterre     | 5 - 2   | France         | Headingley Rugby Stadium, Leeds |